# Cases-de-Pène
Cases-de-Pène (in catalano Les Cases de Pena) è un comune francese di 777 abitanti situato nel dipartimento dei Pirenei Orientali nella regione dell'Occitania.

## Geografia fisica

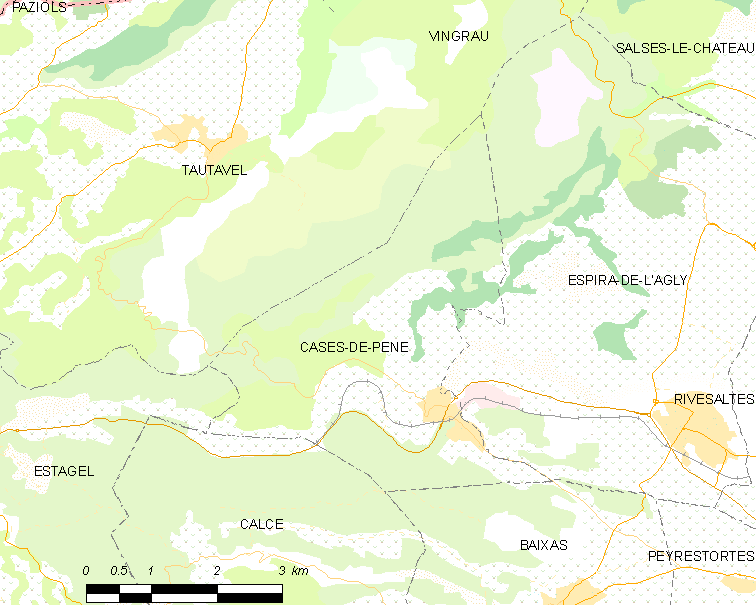
Situazione di Cases-de-Pène

## Società

### Evoluzione demografica
Abitanti censiti